# Europeiska federalistpartiet
Europeiska federalistpartiet (EFP) är ett politiskt parti som stöder ytterligare europeisk integration och omvandlandet av Europeiska unionen till en federation. Partiet bildades den 6 november 2011 i Paris från sammanslutningen av de existerande politiska organisationerna ”Europe United” och ”The French Federalist Party. Partiets mål är att främja europeisk federalism och att delta i framtida val till Europaparlamentet. Ideologin i partiet är federalism, samt socialliberalism.

## Partiets nationella och regionala representationer
Partiet har både nationella och regionala avdelningar:
- Österrike
- Belgien
- Tjeckien
- Estland
- Frankrike
- Tyskland
- Grekland
- Ungern
- Irland
- Italien
- Nederländerna
- Polen
- Portugal
- Rumänien
- Skandinavien: Danmark, Island, Norge, Sverige
- Spanien
- Storbritannien
- Kina
- USA

## Partiets organisation
Efter partiets federala konvent 2011 i Paris blev Yves Gernigon och Pietro De Matteis partiets två första partiledare; Hélène Feo och Jan Van Arkel blev utvalda som vice partiledare; Nico Segers blev utnämnd som partiets kassör. Efter konventet i Bryzzel 2014 såg partiets styrelse ut enligt nedan:
- Medordförandena: Pietro De Matteis
- Vice-ordförande: Georgios Kostakos
- Generalsekreterare: Emmanuel Rodary
- Public Relations: Michel Caillouet
- Kassör: Mariarosaria Marziali